# کلاته دهنه
کلاته دهنه یک روستا در ایران است که در دهستان کرند (بشرویه) واقع شده‌است.